# Agregacja roślinna

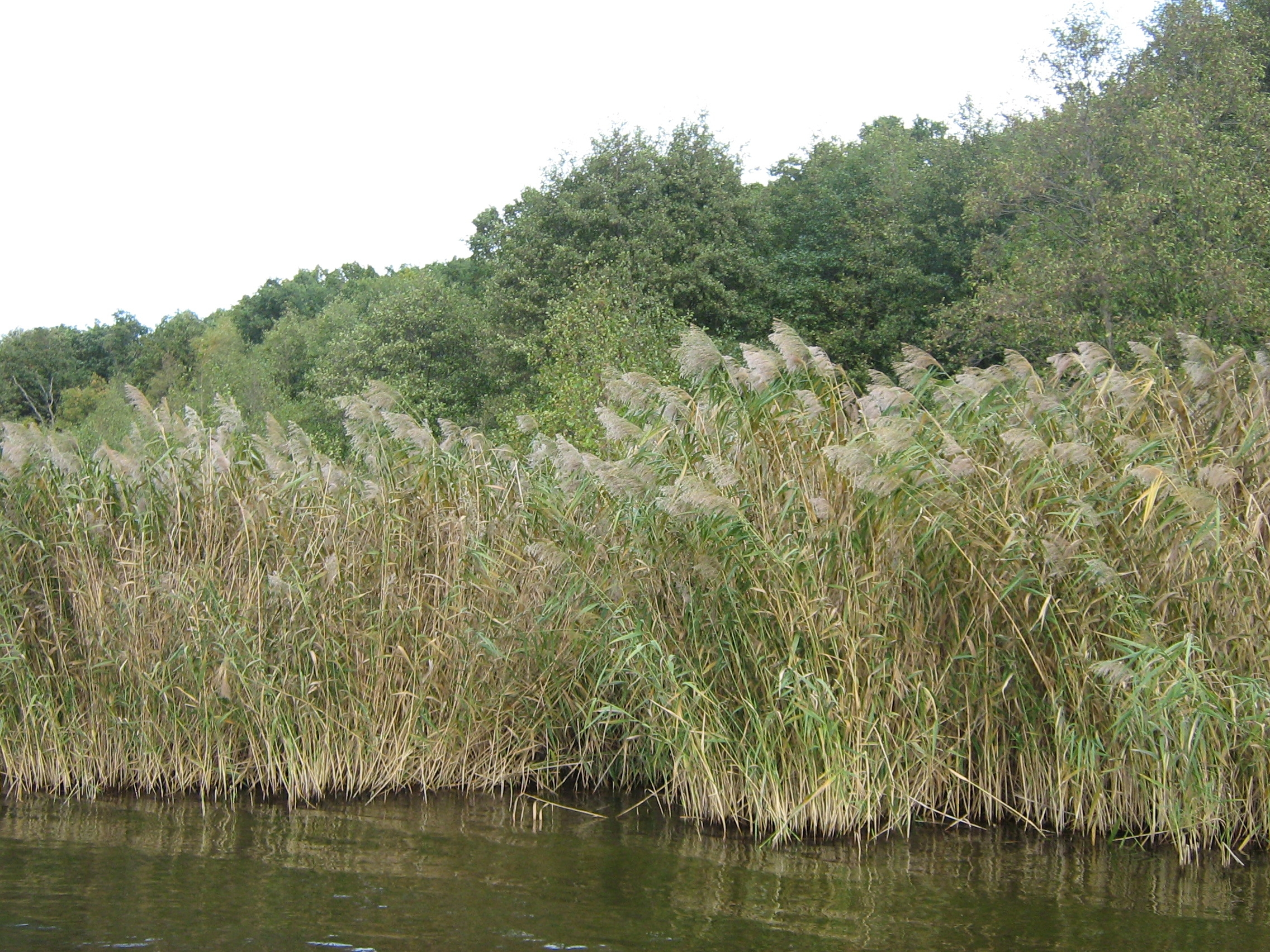
Agregacja trzciny pospolitej na brzegach Haweli w Poczdamie.

Agregacja roślinna – jednogatunkowe zbiorowisko roślinne powstające w warunkach szczególnie korzystnych dla określonego gatunku roślin, uniemożliwiających wkraczanie i współwystępowanie innych gatunków. Agregacje roślinne powstają spontanicznie w odróżnieniu od monokultur, związanych z gospodarką rolną lub leśną. Agregacje tworzone są przez rośliny ekspansywne, zwykle cechujące się zdolnością do szybkiego i skutecznego rozmnażania wegetatywnego. Związane są też zwykle z siedliskami inicjalnymi, zaburzonymi lub takimi, w których z reguły występują zbiorowiska o niskiej organizacji (np. roślinność wód). W formie agregacji występują najczęściej takie rośliny jak: trzcina pospolita, rzęsa drobna, trzcinnik piaskowy, perz właściwy.